# Hans Luckey
Hans Luckey (* 25. März 1900 in Elberfeld; † 20. Februar 1976 in Hamburg) war ein baptistischer Theologe und wirkte als Pastor, Rektor des Theologischen Seminars und freikirchlicher Historiker. Neben seiner beruflichen Tätigkeit bekleidete er auf nationaler und internationaler Ebene hohe Kirchenämter.

## Leben
Während seiner Militärdienstzeit in Wülfringhausen wurde Hans Luckey zu den Versammlungen einer taufgesinnten freikirchlichen Gemeinde eingeladen. Die dort von Laienpredigern gehaltenen Vorträge beeindruckten ihn und führten zu einer persönlichen Entscheidung für ein Leben in der Nachfolge Jesu. Er ließ sich taufen und wurde nach seinem Umzug nach Gelsenkirchen Mitglied der dortigen Baptistengemeinde. Unter Anleitung des Gemeindepastors August Broda, seines späteren Schwiegervaters, arbeitete er zunächst als Hausmissionar. Er erlebte im Zusammenhang dieses Dienstes eine innere Berufung zum Pastor und begann ein Studium am Theologischen Seminar in Hamburg-Horn (1920–1923). Während seiner ersten Gemeindedienste in Königsberg (Baptistengemeinde Salzastraße; bis 1926) und Berlin (Baptistengemeinde Charlottenburg; bis 1929) setzte er seine theologischen Studien an den jeweiligen Universitäten fort. 1925 promovierte er in Königsberg zum Dr. phil., 1930 erwarb er in Berlin den Titel eines theologischen Licentiaten, der 1957 in Dr. theol. umgewandelt wurde.
1929 berief die Bundesleitung der deutschen Baptisten Hans Luckey als Dozent für Systematische Theologie, Dogmatik und Biblische Exegese an das Theologische Seminar in Hamburg-Horn. In den 1930er Jahren begann Luckey mit dem Aufbau einer historischen Sammlung zur Geschichte des deutschen Baptismus, dem Oncken-Archiv, das sich seit 1997 in Wustermark-Elstal befindet. Unter seiner engagierten Mitwirkung vollzog sich in den Jahren 1937 bis 1941 der Zusammenschluss der Baptisten mit den Brüdergemeinden zum Bund Evangelisch-Freikirchlicher Gemeinden. Neben Paul Schmidt befürwortete er schon seit 1933/34 „ernste Verhandlungen zur Bildung einer Deutschen Freikirche“. Die Elim-Gemeinden hatten sich bereits 1938 unter dem Druck der nationalsozialistischen Behörden den Baptisten angeschlossen. Das erste gemeinsame Glaubensbekenntnis der drei Freikirche, das 1944 angenommen wurde, stammt im Wesentlichen von Luckey. Zu Beginn des Dritten Reiches vertrat Luckey zunächst ein Führerprinzip, das er von den Schöpfungsordnungen Gottes ableitete und das ihn augenscheinlich in eine gewisse Nähe zur NS-Ideologie brachte. Ab 1941 stellte sich Luckey jedoch vehement gegen den Anpassungskurs, den der offizielle deutsche Baptismus gegenüber dem NS-Staat pflegte.
Als im Juli 1943 das Seminargebäude einem Bombenangriff zum Opfer fiel, wurde der Lehrbetrieb von Hamburg nach Wiedenest bei Bergneustadt verlegt. Luckey zog ebenfalls nach Wiedenest und wurde 1946 zum Rektor des Theologischen Seminars berufen. Diese Berufung nahm er allerdings erst 1948, dem Jahr der Rückkehr des Seminars nach Hamburg, an. Er verblieb in dieser Funktion bis zu seinem Eintritt in den Ruhestand 1968.
Neben seiner Lehrtätigkeit arbeitete Hans Luckey von 1935 bis 1956 als Schriftleiter verschiedener freikirchlicher Periodika. Dazu gehörte die homiletische Zeitschrift Der Hilfsbote, die nach dem Zweiten Weltkrieg unter dem Titel Wort und Tat erschien. Von 1939 bis 1946 war er Vizepräsident des Baptistischen Weltbundes und von 1953 bis 1965 neben Martin Niemöller zunächst Stellvertretender Vorsitzender der Arbeitsgemeinschaft Christlicher Kirchen in Deutschland und später deren Erster Vorsitzender. Zwischen 1954 und 1960 gehörte Luckey zur Leitung der Europäisch-Baptistischen Föderation / EBF und fungiertezeitweilig auch als deren Präsident.

## Familie
Hans Luckey heiratete Hedwig Broda. Mit ihr hatte er vier Söhne: Joachim (im Zweiten Weltkrieg gefallen), Wolfgang, Eberhard und Klaus. 1970 starb seine Frau. 1971 heiratete er die Witwe Maria Thieme, geb. Derday.

## Veröffentlichungen (Auswahl)
Hans Luckey hat eine große Anzahl von Schriften verfasst. Eine ausführliche von Günter Balders besorgte Bibliographie findet sich in der Zeitschrift Wort und Tat (1970). Sie umfasst 177 Titel.
- Die ethische Bedeutung der Glückseligkeit bei Thomas von Aquin, Kassel 1925 (Dissertation bei Heimsoeth, Philos. Fakultät Königsberg 1926).
- Geist und Gnade, ein Kernproblem täuferischer und moderner Theologie, in: Hilfsbote 1928, Nr. 9–12.
- Die Bestimmung von gut und böse bei Thomas von Aquin, Kassel 1930 (Dissertation bei Seeberg, Berlin 1930).
- Unsere Stellung zu Rasse und Blut, in: Jungbrunnenheft 5, Kassel 1932, S. 21–35.
- Johann Gerhard Oncken und die Anfänge des deutschen Baptismus (1. Auflage 1934; 3. neu bearbeitete und gekürzte Auflage 1958)
- Führer und Hirt, in: Wahrheitszeuge 57 (1935) Nr. 21, S. 161–163.
- Gottfried Wilhelm Lehmann und die Entstehung einer deutschen Freikirche (1939)
- Der kommende Bund, in: Wahrheitszeuge Nr. 6/7 (1941).
- Der Ursprung des ersten Glaubensbekenntnisses und sein Verhältnis zum Evangelium, in: The Fraternal, Journal of the Baptist Ministers´ Fellowship, No 88 - April 1953.
- Besinnliches zur Geschichte des Seminars, in: Festschrift Predigerseminar Hamburg-Horn 1955, S. 11–25.
- Free Churches in Germany, Bad Nauheim 1956.
- Die baptistische Lehre von der Taufe (Vortragsmanuskript von 1956), in: U.Swarat (Hg.): Wer glaubt und getauft wird. Texte zum Taufverständnis im deutschen Baptismus, Kassel 2010, S. 8–25.
- Ich will bauen meine Gemeinde, in: Die Christusgemeinde nach der Schrift. Vorträge der Bundeskonferenz Hannover 1957, Kassel 1957, S. 5–14.
- Die Zukunft unserer Föderation, in: Bericht über den Kongreß der Europäischen Baptisten 26.-31. Juli 1958 in Berlin (Hrsg. J.Meister), Kassel 1959, S. 54–59.
- War der Zusammenschluss dreier taufgesinnter Gruppen im Jahre 1941 ein Modellfall für kirchliche Einigung?, in: Ökumenische Rundschau, Heft 4, Oktober 1959, S. 175–184.
- Wird der Unterschied zwischen Landeskirchen und Freikirchen geringer?, in: H.Krüger (Hg.): Bis an das Ende der Erde. Ökumenische Beiträge zum 70. Geburtstag von Martin Niemöller, München 1962, S. 200–207.
- Über die Bedeutung der Glaubensbekenntnisse im deutschen Baptismus, in: Semesterzeitschrift, Nr. 5, Kassel 1962/63, S. 3f.
- Die Gemeinde der Gläubigen, in: Die Baptisten, Band 2 in der Reihe Die Kirchen der Welt (Hrsg. J.D.Hughey), Stuttgart 1964, S. 58–72.
- Die Rolle der "Plutokratie" in den deutschen Baptistengemeinden, in: Semesterzeitschrift, Nr. 11, Kassel 1965/66, S. 12f.
- Zwei Jahrzehnte deutscher Ökumene in freikirchlicher Sicht, in: Kirchliches Jahrbuch für die Evangelische Kirche in Deutschland, Gütersloh 1967, S. 371–416.
- Paul Schmidt und der Bund, in: Zeitschrift Die Gemeinde Nr. 12, 1970, S. 5–12.
- Die eigentlichen Krisen sind erst jetzt. Interview mit Dr. Hans Luckey, in: Semesterzeitschrift Nr. 23, Bonn 1971, S. 21–23.
- Wir sind widerlegt worden. Interview mit Dr. Hans Luckey (II), in: Semesterzeitschrift Nr. 24, Bonn 1971, S. 15–18.
- Ökumenische Einflüsse. Wichern und die angelsächsische Erweckungsbewegung, in: Reform von Kirche und Gesellschaft 1848-1973. Johann Hinrich Wicherns Forderungen im Revolutionsjahr 1848 als Fragen an die Gegenwart (Hrsg. H.C.v.Hase und P.Meinhold), Stuttgart 1973, S. 158–164.
- Meine Erinnerungen an Friedrich Rockschies, in: Zeitschrift Die Gemeinde 1976, Nr. 4–16, jeweils S. 7.
- 35 Artikel im Calwer Bibellexikon, Stuttgart 1959 - 1961.